# ケイトリン・ファリントン
ケイトリン・ブルック・ファリントン（Kaitlyn Brooke Farrington、1989年12月18日 - ）は、アメリカ合衆国、アイダホ州Bellevueの女性スノーボード選手。ソチオリンピック金メダル、Winter X Gamesの銅メダリスト。

## 人物
実家はアイダホ州Bellevueで牧場を経営する。幼少のころより乗馬に楽しみ、その後スキー、水泳などを挑戦した。また幼い頃から頸部脊柱管狭窄症を患っていた。2003年よりスノーボードをはじめ、2005年から試合に転戦する。
2008年3月に全米のアメリカスキー&スノーボード協会の大会で優勝、翌年も優勝した。2010年、ウインターデューツアー、X Games Europeで優勝。
2014年、X Games Aspenで銅メダル、ソチオリンピックでは金メダルを獲得。
2015年1月、2014年10月にオーストリアで転倒以来首からつま先のあたりにしびれがあり検査の結果状態が思わしくなく引退を発表。